# ASO战机
《ASO战机》（又译作）是一款由SNK公司于1985年制作的纵向卷轴类街机游戏。游戏于1986年移植至FC游戏机。
游戏是一个单人射击游戏。对地对空的武器与铁板阵类似。玩家控制战机，射击空中和地面物体。战机在拾取能量块后武器可以变得更为强大。